# Bataille du Hartmannswillerkopf
 (juin 2020).
Première Guerre mondiale
Batailles
Front d'Europe de l’Ouest
- Liège (8-1914)
- Namur (8-1914)
- Frontières (8-1914)
- Anvers (9-1914)
- Grande Retraite (9-1914)
- Marne (9-1914)
- Course à la mer (9-1914)
- Yser (10-1914)
- Messines (10-1914)
- Ypres (10-1914)
- Givenchy (12-1914)
- 1re Champagne (12-1914)
- Hartmannswillerkopf (1-1915)
- Neuve-Chapelle (3-1915)
- 2e Ypres (4-1915)
- Colline 60 (4-1915)
- Artois (5-1915)
- Festubert (5-1915)
- Quennevières (6-1915)
- Linge (7-1915)
- 2e Artois (9-1915)
- 2e Champagne (9-1915)
- Loos (9-1915)
- Verdun (2-1916)
- Redoute Hohenzollern (3-1916)
- Hulluch (4-1916)
- 1re Somme (7-1916)
- Fromelles (7-1916)
- Arras (4-1917)
- Vimy (4-1917)
- Chemin des Dames (4-1917)
- 3e Champagne (4-1917)
- 2e Messines (6-1917)
- Passchendaele (7-1917)
- Cote 70 (8-1917)
- 2e Verdun (8-1917)
- Malmaison (10-1917)
- Cambrai (11-1917)
- Bombardements de Paris (1-1918)
- Offensive du Printemps (3-1918)
- Lys (4-1918)
- Aisne (5-1918)
- Bois Belleau (6-1918)
- 2e Marne (7-1918)
- 4e Champagne (7-1918)
- Château-Thierry (7-1918)
- Le Hamel (7-1918)
- Amiens (8-1918)
- Cent-Jours (8-1918)
- 2e Somme (9-1918)
- Bataille de la ligne Hindenburg
- Meuse-Argonne (10-1918)
- Cambrai (10-1918)

Front italien
Front d'Europe de l’Est
Front des Balkans
Front du Moyen-Orient
Front africain
Bataille de l'Atlantique
La bataille du Hartmannswillerkopf ou bataille du Vieil-Armand est une bataille de la Première Guerre mondiale. Elle a lieu du 19 janvier 1915 au 8 janvier 1916 sur le Hartmannswillerkopf, une montagne des Vosges (956 mètres d’altitude) située maintenant dans le département du Haut-Rhin, en Alsace, région française, mais à l'époque sur le territoire allemand.
Cette bataille se déroule sur un front secondaire du conflit mais la violence des combats et la rigueur du climat des hautes-Vosges l’ont rendue aussi terrifiante que celles plus célèbres de la Marne, de Verdun ou de la Somme. Ainsi ce conflit a donné à la montagne du Hartmannswillerkopf le surnom de « Vieil-Armand » et les abréviations usuelles de « HWK » ou « HK », mais on l’a également appelé « la mangeuse d’hommes »…

## Contexte
Au tout début de la Première Guerre mondiale, le plan français prévoit une offensive par le sud de l’Alsace. Les troupes françaises obtiennent alors de rapides succès et parviennent même à conquérir Mulhouse par deux fois, dès le 8 août et le 19 août 1914. Après les défaites en Lorraine, les Français se replient et abandonnent définitivement Mulhouse le 25 août 1914. Le front en Alsace se stabilise ensuite pour le restant de la guerre sur une ligne Pfetterhouse - Altkirch - Thann - Hartmannswillerkopf - Munster - Col du Linge - Col du Bonhomme. À partir du mois de décembre 1914, l'Armée française commence à s’intéresser au Hartmannswillerkopf qui, par sa position avancée dans la plaine d’Alsace et sa situation sur la ligne de front, constitue un excellent observatoire à partir duquel on peut aisément surveiller la plaine de Cernay à Rouffach en passant par Mulhouse.

## Description du champ de bataille
La bataille se déroule dans les derniers contreforts du sud des Vosges. On trouve d'ouest en est le sommet du Molkenrain d'altitude 1 125 mètres occupé par les Français à partir du 22 décembre 1914, puis le col du Silberloch et enfin le massif du Hartmannswillerkopf.
Ce dernier débouche sur la plaine d'Alsace par plusieurs avancées, on trouve du nord au sud une première avancée appelée « cuisse gauche », puis la « cuisse droite » ou « Aussichtfelsen » (rocher panorama) et le « Rehfelsen ». Ces trois avancées se rejoignent sur le Hartmannswillerkopf haut de 956 mètres.
Plus au Sud, dominant Wattwiller, se trouve le sommet du Hirtzenstein (572 m) qui fera l'objet de nombreux combats au cours de cette bataille.

## Déroulement de la bataille

### Premiers combats
Le 18 décembre 1914  des patrouilles allemandes du 23e régiment d'infanterie de Landwehr (Ldw. Inf. Rgt. 123), une unité de réserve, effectuent des reconnaissances dans les forêts autour du Hartmannswillerkopf et signalent l’absence d’ennemis mais le 21 décembre 1914 une patrouille du 69e régiment d’infanterie allemand (Inf. Rgt.) tombe sur des Français. Des tirs sont échangés et trois Allemands sont blessés. Le jour de Noël, les chasseurs alpins du 28e bataillon de chasseurs alpins (BCA) occupent le plateau du « Silberloch » et installent un poste avancé occupé par trente hommes à l’ouest du sommet. Il s’agit là de la première position permanente sur le Hartmannswillerkopf.
Le 28 décembre le Ldw. Inf. Rgt. 123 commence à installer un poste d’observation occupé par quarante hommes à l’est du sommet tout en ignorant la présence des Français à proximité.
Le 30 décembre, une patrouille de reconnaissance allemande se dirige vers l’ouest et essuie des tirs français. Le poste d’observation allemand est ensuite attaqué à son tour. Les Allemands envoient une nouvelle patrouille en reconnaissance et un des soldats qui la compose, le Wehrmann (soldat) Maximilian Ott de la 8e compagnie du Ldw. Inf. Rgt. 123, est tué. Il est la première victime allemande du Hartmannswillerkopf ; des milliers d’autres soldats vont connaître le même sort durant les mois qui suivent.
Le 4 janvier, la 8e compagnie du Ldw. Inf. Rgt. 123 et des éléments du Landsturmbataillon Heidelberg tentent de prendre en tenaille le poste occupé par les chasseurs alpins mais ils échouent car des renforts français arrivent depuis le Silberloch. 
Le 9 janvier, l’artillerie allemande intervient pour la première fois à 10 h 40 pour préparer un nouvel assaut et, à 13 h 30, le Ldw. Inf. Rgt. 123 attaque la position française mais toujours sans succès. En effet, les tireurs français embusqués dans les arbres (surnommés Baumaffen, soit « singes arboricoles », par les Allemands) font subir de lourdes pertes aux Allemands. Ceux-ci comptent 34 tués et 81 blessés ce jour-là et, à la suite de ce nouvel échec, ils font appel à des unités d’active plus aguerries pour conquérir le sommet.
Le 19 janvier, le 25e régiment d'infanterie (de) conquiert le Hirtzenstein, un promontoire rocheux situé à 570 m d’altitude, en contrebas du versant sud du Hartmannswillerkopf, et considéré comme étant une position essentielle à occuper pour permettre la prise du sommet. 42 chasseurs alpins du 28e BCA sont faits prisonniers et les Allemands tentent un nouvel assaut pour prendre le sommet. Diverses unités prennent part à cette attaque, dont des éléments des Ldw. Inf. Rgt. 119 et 123, le bataillon de chasseurs du 14e bataillon de chasseurs à pied (de) et des uhlans de la 42e brigade de cavalerie (de) (ces derniers étaient en fait des cavaliers mais ils ont été employés ici comme des fantassins). La position de la 1re compagnie du 28e BCA, aux ordres du lieutenant Canavy, est assiégée mais les Allemands ne parviennent pas à la prendre malgré des assauts répétés. Des éléments des 13e et 27e BCA se portent au secours de leurs camarades isolés mais ils ne réussissent pas à les délivrer. Le commandant Barrié, à la tête du 13e BCA, est tué durant ces combats. Les Allemands jettent alors de nouvelles unités dans la bataille, des éléments du 84e régiment d'infanterie (de), du 31e régiment d'infanterie et du 89e régiment de grenadiers (de).
Le 21 janvier, les Français tentent une nouvelle fois de briser l’encerclement de leur position avancée par des attaques massives des 18e, 27e et 53e BCA. Les deux camps subissent de lourdes pertes mais les Allemands obtiennent l’avantage grâce à l’intervention inattendue d’un Minenwerfer (mortier) moyen. Cette arme, que les Allemands sont parvenus à hisser sur le haut de la montagne en lui faisant gravir des pentes raides et verglacées, tire près de vingt obus de 50 kg sur la position française. Le 22 janvier, le bombardement redouble et l’abri du lieutenant est touché. Les Français cèdent alors et les survivants se rendent. Les Allemands font honneur aux courageux vaincus et c’est « l’arme à l’épaule » que ceux-ci défilent dans les rues de Mulhouse en se rendant en captivité.
Le sommet est alors aux mains des Allemands mais les deux camps comptent plus de mille morts et ce n’est que le début, la bataille pour le « HWK » ne fait que commencer. Dès lors, les deux parties consolident leurs positions respectives. Des abris sont taillés dans la roche, des dépôts de munitions et des postes de secours sont érigés. Français et Allemands construisent aussi des routes d’accès au champ de bataille ; ces derniers ont même construit deux téléphériques pour faciliter le ravitaillement des premières lignes. Rien que du côté allemand, plus de mille ouvriers participent aux travaux de construction et plus de 170 ânes et mulets sont utilisés pour transporter les charges lourdes. Ceci démontre la grande importance qui était alors accordée au Hartmannswillerkopf.

### Attaques françaises duprintemps 1915

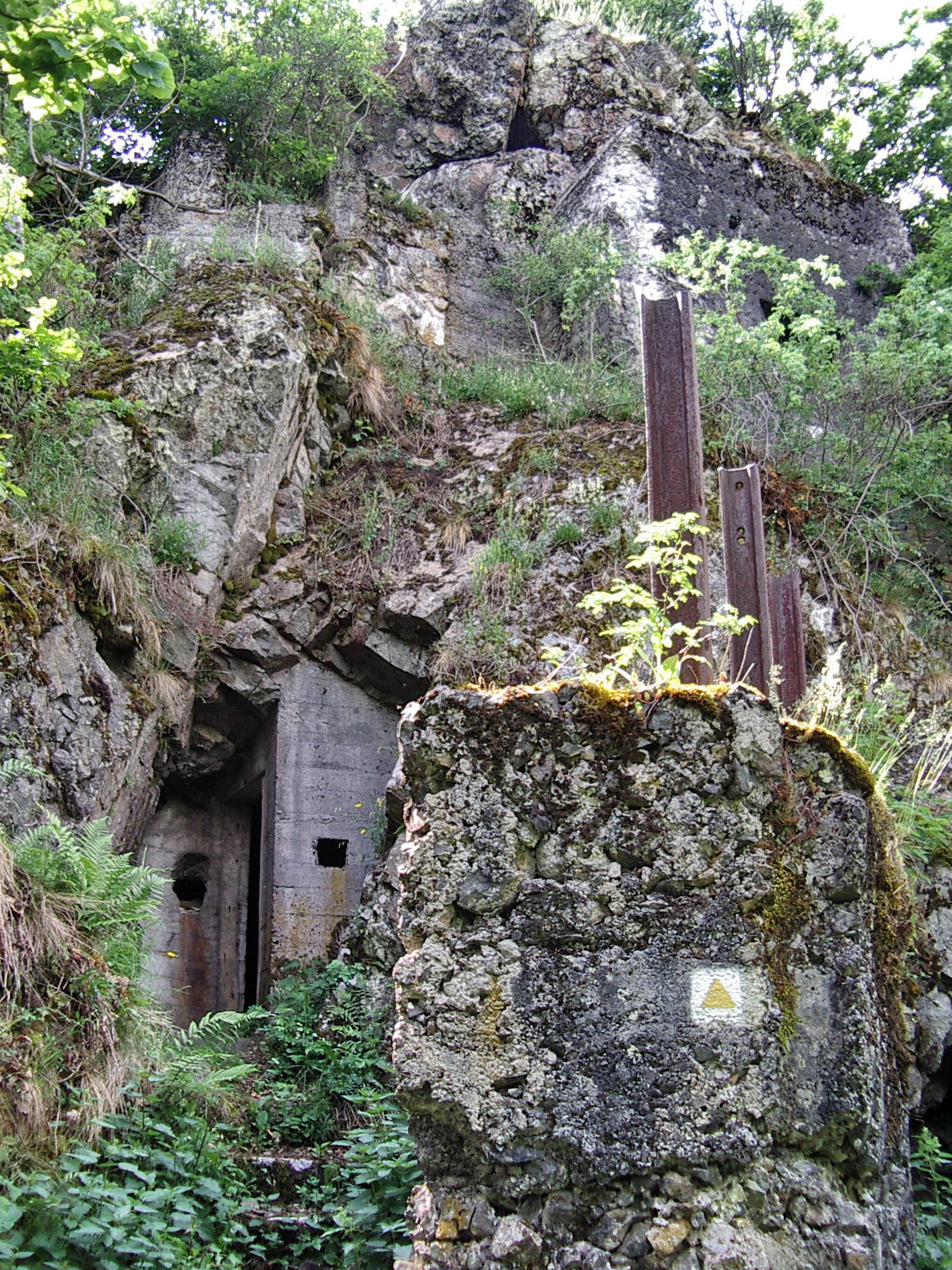
Le rocher fortifié Unterer Rehfelsen en 2008.

Le 27 février, après une préparation d’artillerie soutenue, les 7e, 13e et 53e BCA attaquent les positions allemandes mais ils sont repoussés par le 161e régiment d'infanterie, des éléments du Landsturmbataillon Mannheim et du 11e régiment d'uhlans (de).
Le 5 mars, après de nouveaux tirs de préparation d’artillerie sur le secteur Jägertanne tenu par la 3e compagnie du Inf. Rgt. 161, le 13e BCA conquiert la position allemande et anéantit ses occupants. Des contre-attaques menées par d’autres compagnies du Inf. Rgt. 161 ainsi que du Inf. Rgt. 25 échouent. 200 tués, blessés et disparus sont comptabilisés dans le camp allemand.
Le 7 mars une nouvelle tentative allemande de reconquérir la position Jägertanne échoue. 
Le 17 mars le 13e BCA attaque à nouveau en direction du sommet. Il est relevé le 19 mars par le 152e régiment d’infanterie (RI).
Le 23 mars, après une préparation d’artillerie d’une durée de quatre heures effectuée par 57 pièces, le 152e RI conquiert le col entre le Molkenrain et le Hartmannswillerkopf et arrive jusqu’à 150 m du sommet. Les Inf. Rgt. 25 et Res. Inf. Rgt. 75 contre-attaquent plusieurs fois ce même jour ainsi que les jours suivants mais toujours sans aboutir. Les Allemands se doutent également que les Français ne se contenteront pas de ce succès partiel et ils ont bien raison… En effet, dès le 26 mars, après une nouvelle préparation d’artillerie d’une durée de trois heures et demie, le 152e RI, renforcé par des éléments des 7e, 13e, 15e, 27e, 28e et 53e BCA, attaque en direction du sommet et anéantit les restes du Inf. Rgt. 25. Les Français prennent ensuite également le rocher « Panorama » (ou Aussichtsfelsen ou « rocher Hellé ») et progressent vers le nord jusqu’au Bischofshut puis jusqu’au dernier virage de la route d’acheminement allemande (Serpentinenstrasse). Les positions fortifiées du Rehfelsen supérieur et moyen, en contrebas du rocher « Panorama », sont également conquis par les assaillants français. Le restant des défenseurs allemands, des éléments du Landw. Inf. Rgt. 15, du Res. Inf. Rgt. 75, du Inf. Rgt. 25 et des Ulanen 11 et Ulanen 15 s’accrochent aux pentes à l’est de la montagne et parviennent à tenir la position fortifiée du Rehfelsen inférieur (Unterer Rehfelsen). Le succès remporté par les Français ce jour-là leur permet à présent de surveiller la plaine à l’est du « HWK » jusqu’à la zone située autour de Cernay et de prendre sous le feu de leur artillerie les infrastructures stratégiques essentielles pour les Allemands que sont la ligne de chemin de fer Mulhouse-Colmar et les routes qui mènent au champ de bataille. Il est donc d’importance primordiale pour les Allemands de regagner les territoires perdus mais, dans un premier temps, ils se concentrent sur la mission de stopper la progression française car, si ces derniers parviennent à occuper la totalité de la montagne, une reconquête deviendra impossible. Pour arriver à leurs fins, les Allemands doivent d’abord remplacer le restant de leurs troupes complètement épuisées par des unités fraîches. 
Le 27 mars, deux nouveaux bataillons allemands gagnent le front : le II. Ldw. Inf. Rgt. 40 et le II. Ldw. Inf. Rgt. 126. Le Inf. Rgt. 25, qui ne compte plus qu’une infime partie de ses effectifs théoriques, est retiré du front. Mais, conséquence de leur progression rapide, les Français doivent déplacer une grande partie de leur artillerie vers l’avant à travers les pentes enneigées, ce qui donne du répit aux Allemands qui en profitent pour s’enterrer dans le sol gelé du versant est du Hartmannswillerkopf.
Le 4 avril, le détachement d’armée des Vosges devient la VIIe armée française commandée par le général Maud’Huy.
Le 6 avril, les Français tentent de prendre la position fortifiée du Rehfelsen inférieur et de percer les lignes allemandes entre cet endroit et le sommet du « HWK » mais la tentative échoue de peu. De leur côté, les Allemands reçoivent des renforts qui arrivent des Flandres et de Champagne : le bataillon de chasseurs à pied de la Garde (de) et le bataillon de tirailleurs de la Garde (de). Les jours suivants, de violents combats très coûteux en vies humaines éclatent régulièrement en divers secteurs du Hartmannswillerkopf tandis que les Allemands préparent leur contre-offensive pour la reconquête du rocher « Panorama » et du sommet.
Le 16 avril, le Ldw. Inf. Rgt. 87 rejoint à son tour le Hartmannswillerkopf pour renforcer l’offensive allemande imminente.
Le 19 avril, le R.I.R.75 tente, après un tir de préparation d’artillerie d’une heure, d’attaquer les positions françaises en remontant le versant est mais cette tentative, insuffisamment préparée, échoue lamentablement. Les Allemands retiennent la leçon et vont préparer le prochain assaut avec encore plus de rigueur.
À cause du brouillard, l’assaut prévu le 23 avril du R.I.R.75 est annulé.

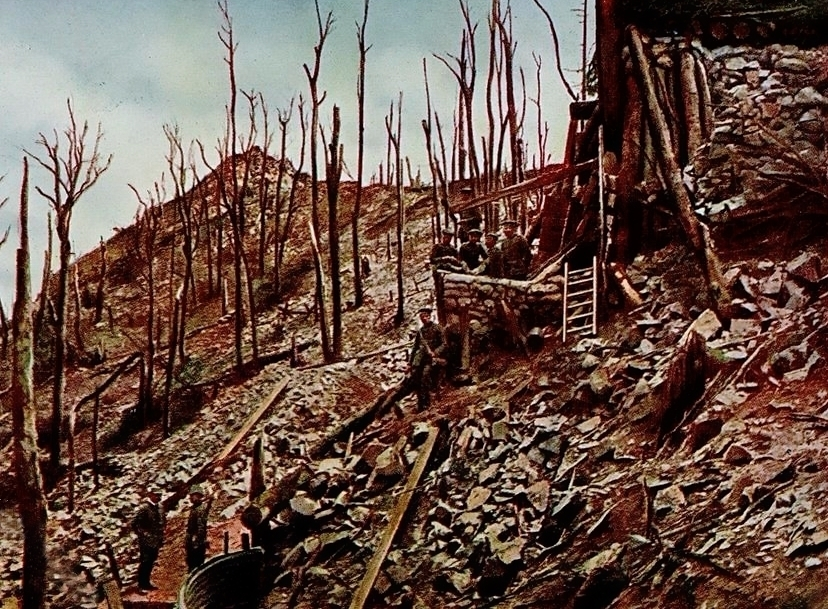
Soldats allemands sur les pentes dévastées du Hartmannswillerkopf en 1915

Le 24 avril, le R.I.R.75 stationné à Guebwiller est à nouveau mis en alerte, mais la météo défavorable empêche une nouvelle fois la contre-attaque allemande.
Le 25 avril, après un tir de préparation d’artillerie d’une durée de deux heures, le R.I.R.75, le Res.Jäger Bataillon 8 et une partie des Garde Jäger et du Ldw.Inf.Rgt. 56 attaquent les positions françaises vers 18 heures. Les troupes d’assaut sont épaulées par des unités du génie. Ces unités parviennent à reconquérir le Rehfelsen supérieur ainsi que le rocher « Panorama ». Près de mille soldats français du 152e RI et du 57e régiment d'infanterie territoriale (RIT) sont encerclés près du sommet et faits prisonniers. Bien que les Allemands aient déjà dépassé le sommet à divers endroits, ils se retirent derrière lui car le sommet est à présent devenu intenable pour les deux camps à cause de la présence massive de l’artillerie. De ce fait, la zone du sommet devient un no man’s land et le restera jusqu’à la fin du mois de décembre.
La ligne de front passe maintenant du sommet jusqu’au Rehfelsen inférieur et jusqu’au Hirtzenstein, tous deux occupés par les Allemands. Les forêts, jadis si denses, ont à présent disparu ; des majestueux sapins des Vosges, il ne reste plus que quelques troncs déchiquetés qui pointent vers le ciel. Les tirs incessants de l’artillerie ont transformé la montagne en un désert de roches, de boue et d’arbres abattus.
Français et Allemands s’enterrent à nouveau, consolident leurs positions respectives et tentent, avec des attaques-éclair d’artillerie et d’infanterie de rendre la vie de l’ennemi aussi dure que possible durant tout l’été. Pendant ce temps, des batailles plus violentes ont alors lieu plus au nord, près de Metzeral et au col du Linge, où les Français essayent, également en vain, de percer les lignes allemandes en direction de Colmar.

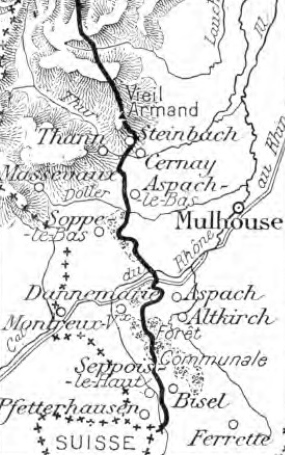
Ligne de front du Sundgau, 1914–1918
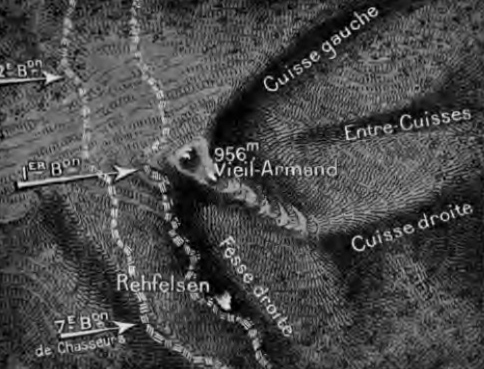
Attaque française du 22 mars 1915
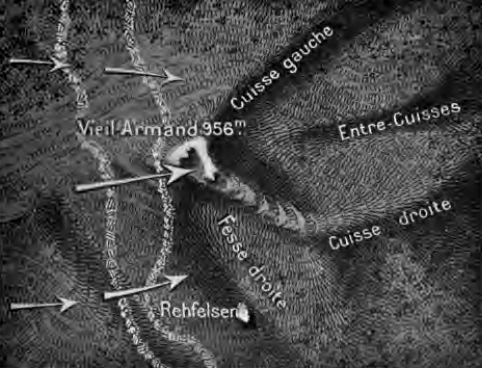
Attaque française du 26 mars 1915
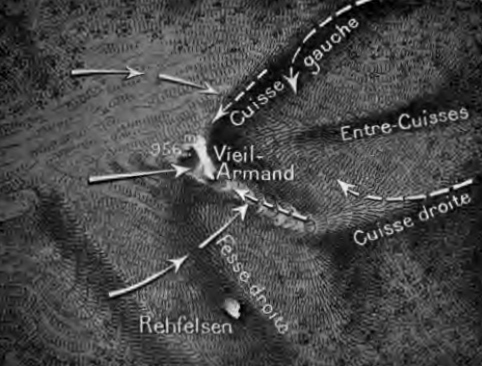
Attaque allemande du 25 avril 1915

### Attaques allemandes du mois de septembre 1915
Le 9 septembre, les Allemands utilisent pour la première fois des lance-flammes au Hartmannswillerkopf. Cette arme terrible, mise en œuvre par des soldats du Garde Pionier Bataillon, est utilisée pour appuyer un assaut du 14. Jäger dans la zone du Bischofshut, sur le versant nord du « HWK ».
Le 16 septembre, le 334e régiment d'infanterie prend position sur l'Hartmannswillerkopf. Le 15 octobre, à 5 heures du matin, après un bombardement et des jets de liquides enflammés, le Garde Schützen Bataillon, le 8. Reserve-Jäger et le Ldw.Inf.Rgt. 56 lancent une attaque et atteignent le sommet. Le lendemain 16 octobre, après un violent bombardement de l'artillerie française, le 334e régiment d’infanterie et le 15e bataillon de chasseurs à pied (BCP) reprennent le Hartmannswillerkopf. Le 334e régiment d’infanterie est relevé par le 229e RI le 5 novembre.

### Les combats de décembre 1915

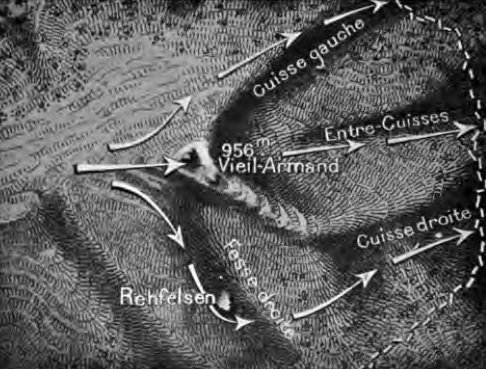
Attaque française du 21 décembre 1915
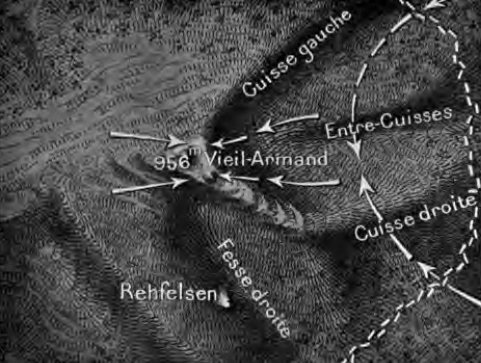
Contre-attaque allemande du 22 décembre 1915
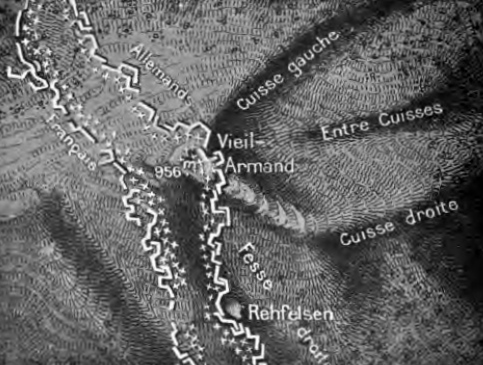
Positions Françaises et Allemandes au Vieil-Armand, 1916–1918

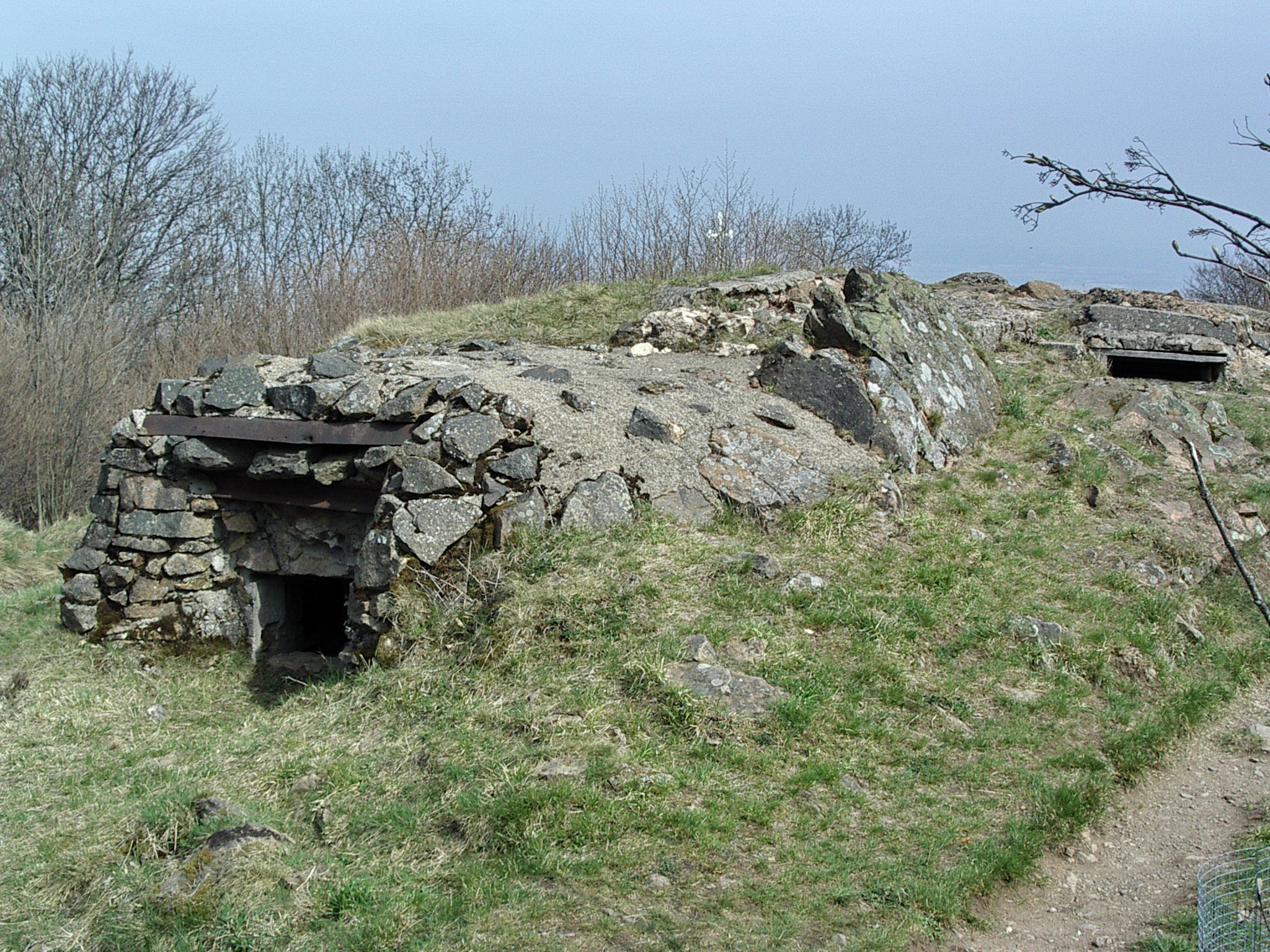
Le fortin allemand Rohrburg en 2010.

Le 21 décembre à 9 heures du matin, l’artillerie française entame un tir de préparation d’une puissance inégalée jusque-là dans ce secteur du front. Plus de 300 pièces d’artillerie et de mortiers déversent près de 25 000 obus pendant plus de cinq heures sur les positions allemandes qui subissent d’énormes pertes. Du côté allemand, ce sont à ce moment-là le 14. Jäger, le R.I.R. 78 et le Ldw. Inf. Rgt. 99 qui occupent les premières lignes. Lorsque les 27e et 28e BCA attaquent le Hirtzenstein vers 14 h 15, les Français ne rencontrent quasiment plus de résistance. Au Rehfelsen inférieur, le 23e RI et le 15e bataillon de chasseurs à pied (BCP) échouent une nouvelle fois dans leur tentative pour conquérir celui-ci. Par contre, le 152e RI réussit à prendre les fortins Rohrburg et Grossherzog, tous deux situés entre le sommet et le rocher « Panorama », avant de foncer sans rencontrer beaucoup de résistance jusqu’à l’avant-dernier virage de la route d’acheminement allemande (Serpentinenstrasse). Sur le flanc gauche, d’autres unités du 152e RI et du 5e BCP parviennent également à pénétrer profondément les lignes allemandes. Les Allemands s’attendaient depuis un certain temps déjà à une offensive générale française mais ils sont tout de même terrassés et complètement pris au dépourvu par la violence de celle-ci. Les défenseurs jettent tous les hommes disponibles dans la bataille et parviennent à stopper les Français à seulement 150 m de leur poste de commandement. Les Français ne se rendent pas compte qu’ils sont si près de percer les lignes allemandes et de pouvoir foncer vers la plaine. Les pertes importantes qu’ils ont subies, la tombée de la nuit, le manque de communication entre les différentes unités et l’incertitude sur la situation générale qui en résulte permettent aux Allemands d’éviter de justesse une défaite totale. Ces derniers ont perdu 800 morts et blessés ainsi que 1 400 prisonniers ce jour-là. Pour renforcer leurs effectifs et reconquérir au plus vite les positions perdues, des unités supplémentaires, le 8. Reserve-Jäger, stationnés à Soultz et à Buhl, ainsi que les 40. Ldw. Inf. Rgt.  et 56. Ldw. Inf. Rgt., stationnés dans la région de Mulhouse, sont mis en alerte et transférés au plus vite au front du Hartmannswillerkopf en train et en marche forcée.
Dès le lendemain, le 22 décembre, les Allemands contre-attaquent et parviennent à reprendre presque toutes les positions du Hirtzenstein perdues la veille. Ce sont à présent les Français qui sont surpris par la rapidité de la réaction allemande. Le 152e RI est encerclé au sommet de la montagne par le Res. Jäger Btl. 8 et presque entièrement anéanti. Environ 600 Français sont tués et 1 500 sont faits prisonniers mais la bravoure de ces soldats est aussi reconnue par les Allemands qui leur ont donné le surnom de « diables rouges » (en référence à leur pantalon de couleur garance). Les Allemands occupent à nouveau une grande partie de leurs positions du jour précédent mais le « HWK » est recouvert de cadavres… Les combats ont à présent de plus en plus lieu dans le secteur situé au sud du Hartmannswillerkopf, vers le Rehfelsen inférieur et le Hirtzenstein. 
Le 28 décembre, le 12e BCA conquiert des parties du Rehfelsen inférieur après un tir de préparation d’artillerie de deux heures mais un petit secteur, tenu par trente hommes encerclés du R.I.R.74 qui se défendent avec acharnement, parvient à résister à l’assaut.
Le 29 décembre, une contre-attaque des Garde-Jäger, destinée à libérer les soldats encerclés et à reconquérir la montagne, échoue. Le général français Marcel Serret, commandant en chef de la 66e division d’infanterie, est touché à la cuisse par un éclat d’obus. Il est amputé le jour suivant et meurt des suites de sa blessure le 6 janvier suivant.
Le 30 décembre, le bataillon des Garde-Jäger parvient à reprendre les positions perdues autour du Rehfelsen inférieur et à libérer les hommes du R.I.R. 74, épuisés après deux jours de combats sans ravitaillement. Les jours suivants, de violents combats font rage quotidiennement pour quelques mètres de terrain. Les duels d’artillerie et de corps à corps se suivent. 
Le 8 janvier 1916, les Allemands ouvrent un tir de préparation d’artillerie d’une durée de cinq heures pour préparer leur assaut vers le Hirtzenstein. L’assaut, effectué par le Anhaltinisch-Dessauische Inf. Rgt. 188 ainsi que le Märkische Inf. Rgt. 189 (renforcé par des unités spéciales d’assaut et de génie), réussit. Les Français tentent une contre-attaque mais échouent. C’était la dernière grande offensive sur le front du Hartmannswillerkopf. Dès lors, les Français et les Allemands se retrouvent face-à-face en occupant presque exactement les mêmes positions que le 21 janvier 1915.

## Dejanvier 1916à la fin de la guerre

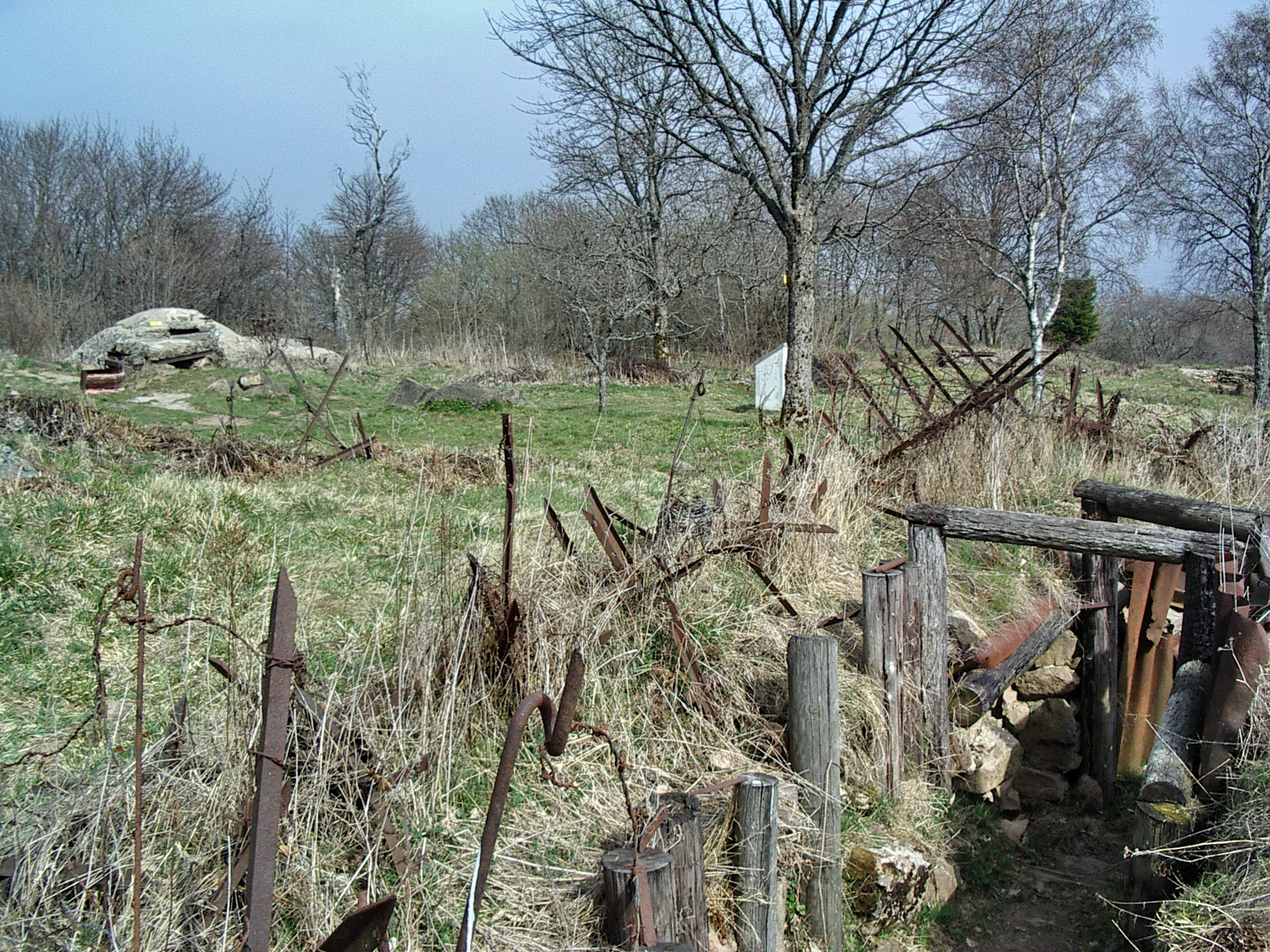
Cette photo de 2010 illustre la situation entre 1916 et 1918 : au premier plan se situe une tranchée française et, au fond, la "Feste Dora" dans les lignes allemandes. Une vingtaine de mètres à peine les séparent.

À partir de cette ultime grande offensive et jusqu’à la fin de la guerre, les deux camps campent dans leurs positions respectives, très proches les unes des autres, tout en continuant de se harceler mutuellement, faisant presque quotidiennement de nouvelles victimes. 
Le 28 janvier 1917, 63 hommes  du 124e régiment d'infanterie (de) sont tués d’un coup lorsque le dépôt de munitions d’un mortier lourd creusé dans une galerie explose pour raisons inexpliquées. Les dépouilles des Wurtembergeois, qui attendaient là avant de monter à l’assaut, se trouvent toujours dans cette galerie dont l’entrée a été bétonnée juste après cet accident
Le 15 octobre 1918, des troupes américaines relèvent une partie des troupes françaises du Hartmannswillerkopf.
Le 4 novembre 1918, le dernier soldat allemand à être tué au Hartmannswillerkopf est l’officier Weckerle, lorsqu’une patrouille du Ldw. Inf. Rgt. 124 qui se trouve dans ce secteur du front depuis le 1er janvier 1917 est prise sous le feu des Français.
Le 15 novembre 1918, soit quatre jours après l’armistice, l’arrière-garde du Ldw. Inf. Rgt. 124 quitte définitivement le Hartmannswillerkopf.

## Bilan

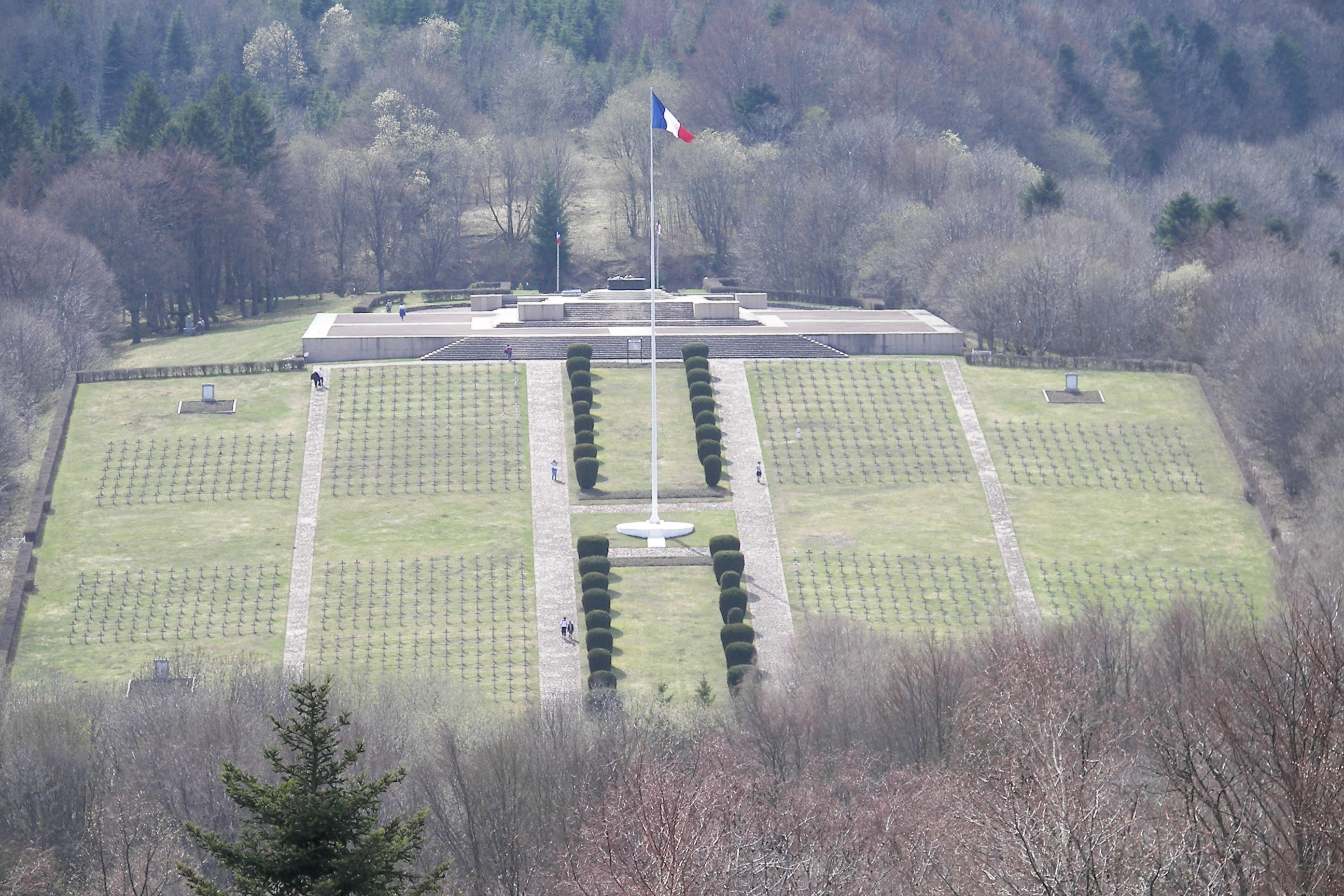
Le cimetière militaire du Silberloch.

Aujourd’hui, personne ne sait dire exactement combien de victimes a fait la bataille du Hartmannswillerkopf. Selon l'historien Jean-Yves Le Naour, le nombre de décès de soldats français et allemands se situe entre 20 000 et 30 000. Certaines sources plus anciennes parlaient de 60 000 morts mais ce nombre paraît aujourd’hui exagéré. Actuellement[Quand ?], on retient plutôt le bilan d’environ 15 000 morts dans chaque camp et environ trois à quatre fois plus de blessés. Les morts reposent aujourd’hui dans le cimetière militaire français du Silberloch, dans les cimetières militaires français et allemand de Cernay et de Guebwiller ainsi que dans divers plus petits cimetières des alentours.
L’issue de la bataille est également discutable d’un point de vue purement militaire car, après plus d’un an d’âpres combats qui ont fait des milliers de victimes, les deux camps ennemis occupaient à peu près les mêmes positions qu’au début de la bataille, ce qui perdura jusqu’à la fin de la guerre.

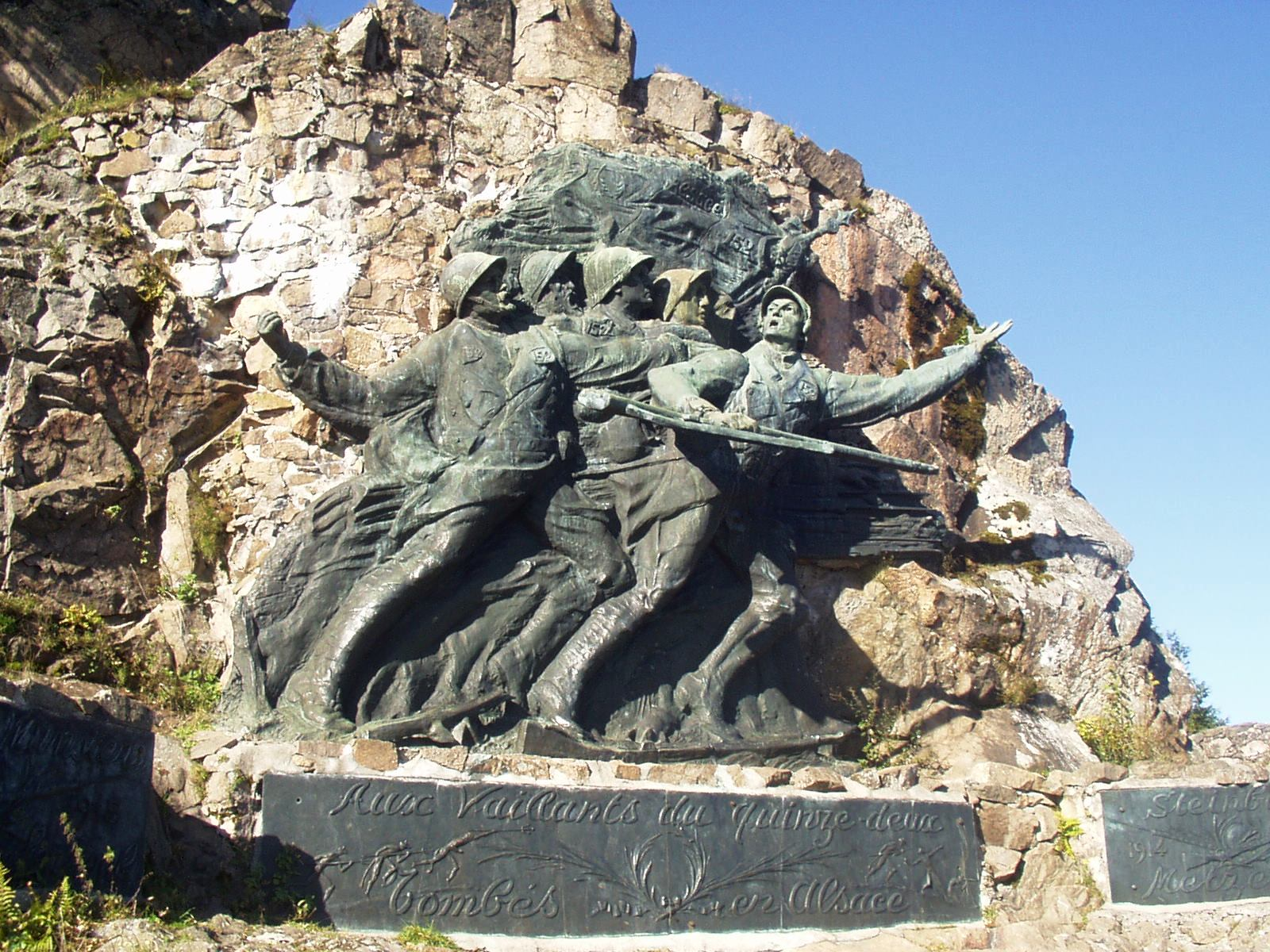
Mémorial du Hartmannswillerkopf

## Le champ de bataille aujourd'hui

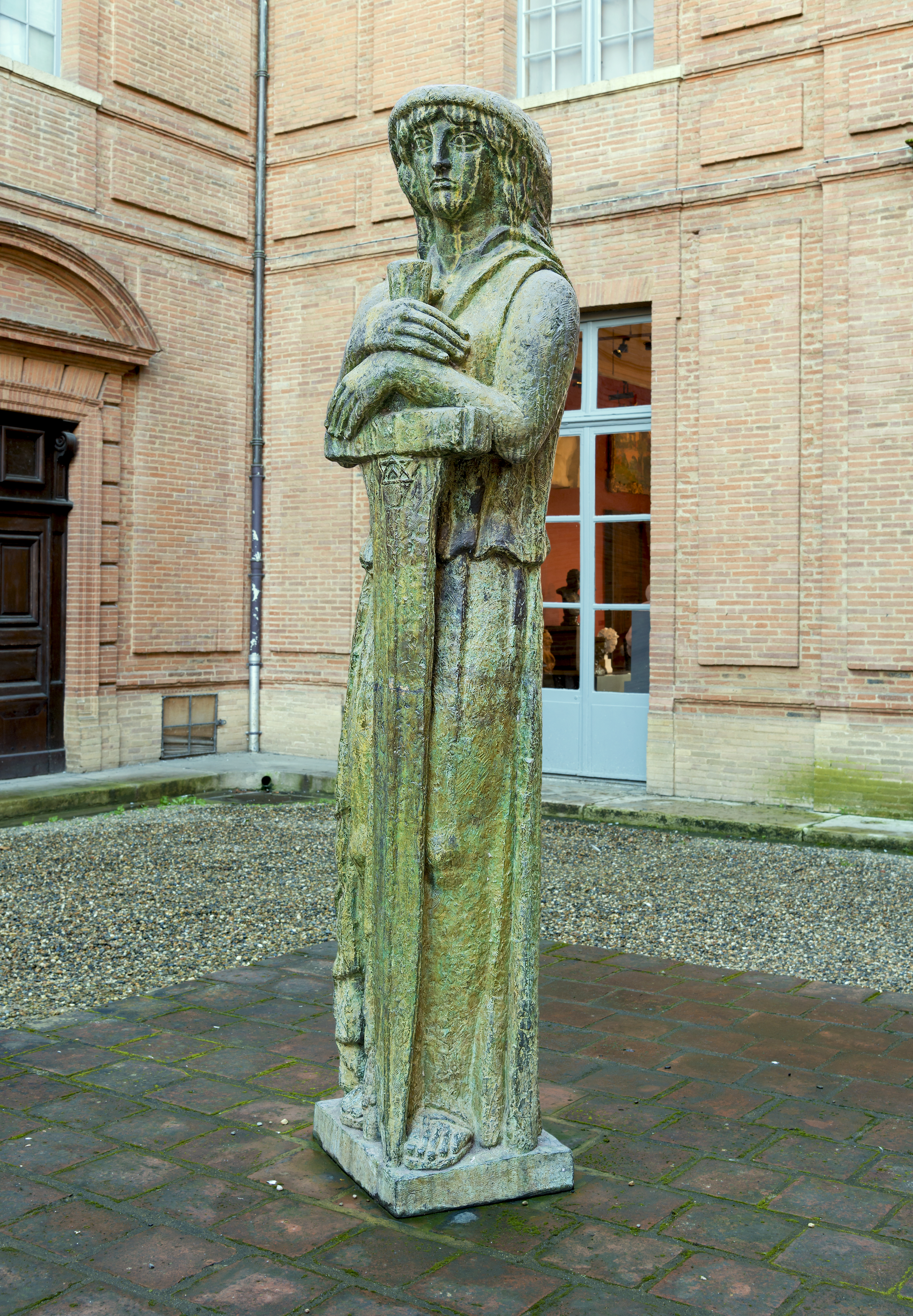
La Victoire de Hartmannswillerkopf - Bourdelle.

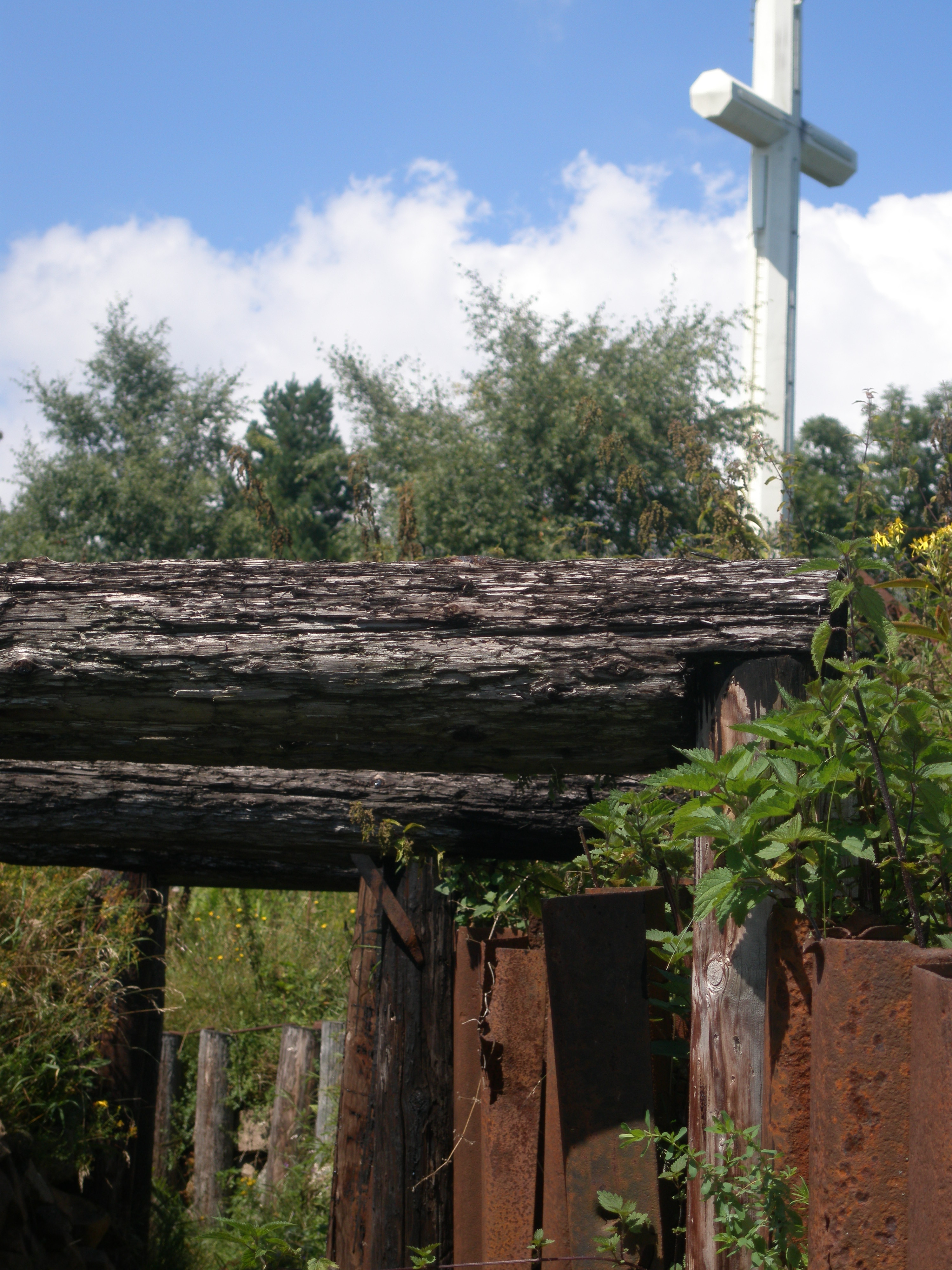
Vestiges d’une tranchée et la croix sommitale.

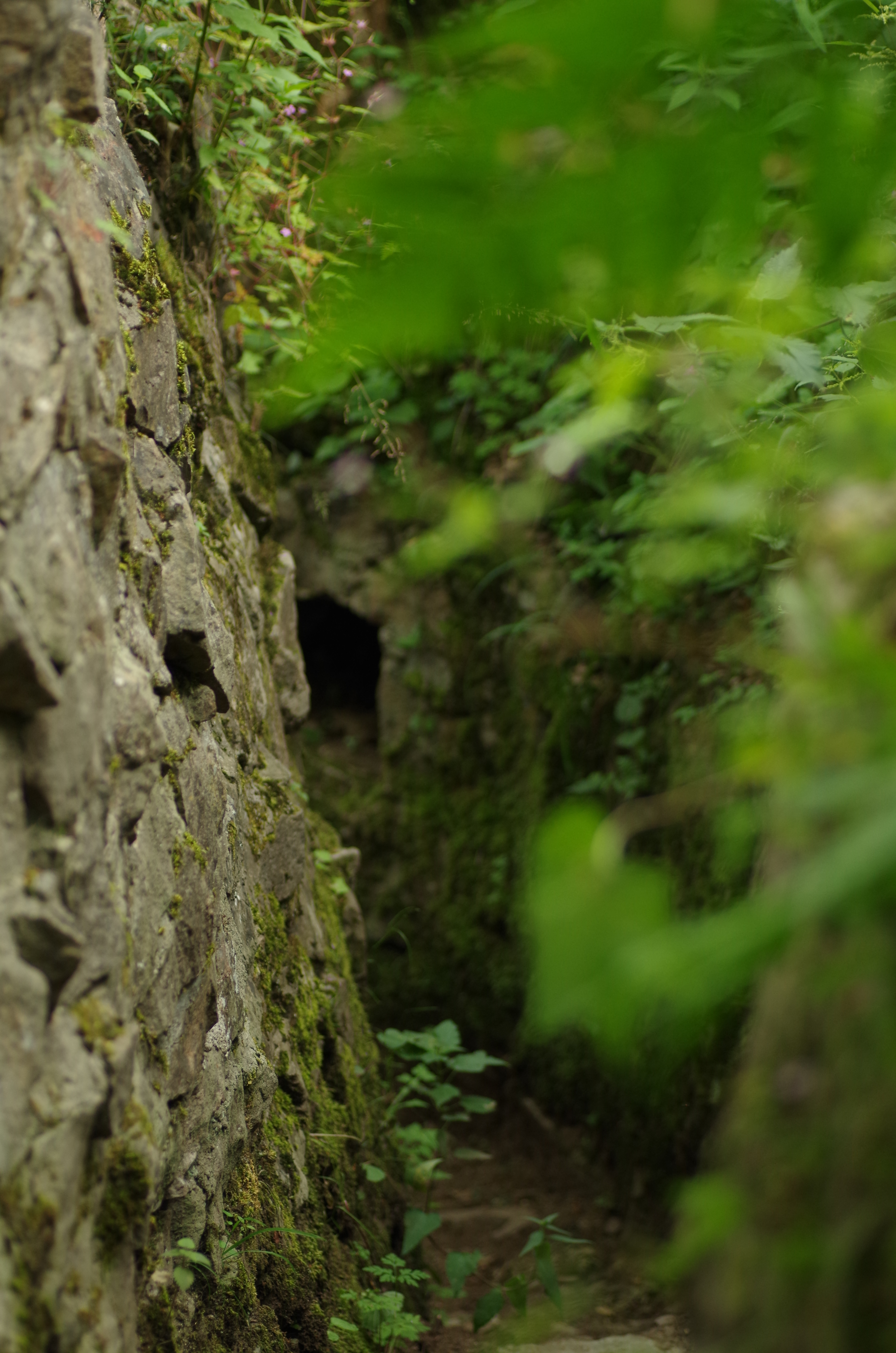
Vestige de l'intérieur d'une tranchée au Vieil Armand

On peut distinguer deux parties distinctes sur le site du Hartmannswillerkopf aujourd’hui : d’une part le monument national constitué de la crypte et du cimetière militaire du Silberloch, d’autre part le champ de bataille avec ses vestiges et ses monuments.
Dans la crypte se trouve un ossuaire qui renferme les restes d’environ 12 000 soldats inconnus ainsi que des armes et équipements récupérés sur le champ de bataille. Le cimetière comprend 1 264 tombes de soldats français identifiés ainsi que six fosses communes.
Sur le champ de bataille se trouvent de nombreux vestiges des combats (tranchées, abris et fortins bétonnés) ainsi que des monuments dont les deux les plus célèbres sont la croix sommitale illuminée en béton armé de 20 m de haut et le monument en bronze du 152e RI. Au niveau des vestiges d’époque, on constate l’emploi massif du béton armé du côté allemand alors que les tranchées françaises sont plus sommaires, ce qui traduit la volonté défensive de leur territoire par les premiers et la logique offensive des derniers qui considéraient donc que leurs ouvrages n'étaient que provisoires. 
De nombreux ouvrages restent également visibles aux alentours du Hartmannswillerkopf, du côté des anciennes positions allemandes essentiellement (tranchée de la « Suisse Lippique » ou la « cantine Zeller », par exemple).
En août 2017, un historial franco-allemand présentant les évènements qui l'ont marqué a ouvert ses portes sur le site.